# Robert Schneider (Politiker, 1807)
Robert Schneider (* 27. Oktober 1807 in Schleiz; † 4. September 1871 in Pontresina) war ein deutscher Jurist und Politiker. Er war Präsident des Appellationsgerichts in Dresden sowie Justizminister des Königreichs Sachsen.

## Leben und Wirken
Der Sohn des fürstlichen Geleitkommissars Johann Wilhelm Schneider (1769–1835) wuchs in Schleiz und Schwerin auf. Er studierte anschließend an der Universität Leipzig. Am 31. März 1829 erfolgte seine Promotion zum Dr. phil. und am 20. Februar 1834 die zum Dr. jur. Im selben Jahr nahm er eine Stelle als Privatdozent an und wurde 1838 zum außerordentlichen Professor und Assessor an der Juristenfakultät Leipzig berufen. Er war Mitherausgeber der von Ämilius Ludwig Richter begründeten „Kritischen Jahrbücher für deutsche Rechtswissenschaft“.  1843 folgte er dem Ruf als Appellationsrat nach Dresden, wo er 1857 zum Vizepräsidenten und 1859 zum Präsidenten des Appellationsgerichts ernannt wurde. In diesem Amt baute er eine enge Verbindung zum sächsischen König auf. 
1866 war er Mitglied der Landeskommission, die Sachsen während der preußischen Besetzung verwaltete und von 1866 bis zu seinem plötzlichen Tod 1871 war er sächsischer Justizminister.